# The Genius of Bud Powell
The Genius of Bud Powell ist ein Jazz-Album von Bud Powell, das in zwei Sessions im Juli 1950 und Februar 1951 für das Label Mercury aufgenommen und 1956 bei Cleff (bzw. Verve Records) von Norman Granz veröffentlicht wurde. Der ursprüngliche Titel war Bud Powells’s Moods.

## Das Album
Gary Giddins zählt die Stücke, die Bud Powell zwischen 1947 und 1953 aufgenommen hatte, zum Ausgangspunkt all dessen, was modernes Jazz-Piano ausmacht. Hierzu gehören neben den Blue-Note-Aufnahmen, die unter dem Titel The Amazing Bud Powell erschienen, dessen Sessions für das Label Mercury, die später auf Verve erschienen sind. „The Genius of Bud Powell“ enthält Material von zwei Studiosessions; bei der ersten entstanden in Trio-Besetzung zwei Vincent-Youmans-Klassiker, „Tea for Two“ und „Hallelujah!“. Der Pianist wurde von Ray Brown und Buddy Rich begleitet. Sie dokumentieren insbesondere seine Solo-Arbeiten vor seinem psychischen Zusammenbruch im Laufe des Jahres 1951.
Die zweite Aufnahmesitzung im Februar 1951 gehört zu Powell bedeutendsten, vor allem durch die unbegleiteten Originalkompositionen; die Pianist spielt in atemloser, erschöpfender Weise kurze, schnörkellose Miniaturen (Giddins), die – außer „The Fruit“ – nie länger als 1½ Minuten dauern. Powells Spiel erscheint besonders in dem eiligen „Parisian Thoroughfare“ (später gecovert von Max Roach und Clifford Brown); eine große rhythmische Intensität enthält auch das folgende „Oblivion“; die linke Hand Powells spielt meist staccato-artige Akkorde. Dagegen ist „Dusk in Sandie“ ein stimmungsvolles, mood-Stück, jedoch gespickt mit Dissonanzen. „Hallucinations“ ist auch unter dem Titel „Budo“ bekannt und zählt zu Powells beständigsten Kompositionen. So spielte es zuletzt Keith Jarrett auf seinem „Whisper Not“-Album ein. Daran an schließen sich Standardthemen wie Cole Porters „The Last Time I Saw Paris“, versehen mit Stride-Chorussen; überall in diesen Titeln findet sich der harmonische und rhythmische Touch Art Tatums. So präsentiert Powell in „A Nightingale Sang in Berkeley Square“ seine dramatischen Seiten, das Stück ist voller dynamischer Wechsel.
Richard Cook und Brian Morton zeichneten im Penguin Guide to Jazz die Neuedition mit der höchsten Bewertung aus.

## Die Titel
1. „Tea for Two“ (take 5) (Vincent Youmans/Irvin Caesar) 3:28
2. „Tea for Two“ (take 6) 4:13
3. „Tea for Two“ (take 10) 3:47
4. „Hallelujah“ (Leo Robin/Clifford Grey/Vincent Youmans) 2:59
5. „Parisian Thoroughfare“ (Bud Powell) 2:28
6. „Oblivion“ (Powell) 2:28
7. „Dusk in Sandi“ (Powell) 2:13
8. „Hallucinations“ (Powell) 2:25
9. „The Fruit“ (Powell) 3:17
10. „A Nightingale Sang in Berkeley Square“ (Eric Maschwitz/Manning Sherwin/Jack Strachey) 3:41
11. „Just One of Those Things“ (Cole Porter) 3:50
12. „The Last Time I Saw Paris“ (Jerome Kern/Oscar Hammerstein II) 3:16

## Rezeption
Die Musikzeitschrift Jazzwise nahm das Album in die Liste The 100 Jazz Albums That Shook the World auf; Keith Shadwick schrieb:
„Two Herculean trio tunes – ‘Tea For Two’ and ‘Hallelujah’, both taken at breakneck speeds – make up the 1950 contribution here. With the benefit of extra CD space we get treated to two extra takes of ‘Tea For Two’, giving us an object lesson in how Powell developed his material as well as maintaining his incredible improvisational creativity. But the real jewels on this album are the eight solo selections recorded in February 1951. The level of invention Powell achieves puts this recital on equal par with anything in the recorded annals of jazz piano and makes it basic required jazz listening“.

## Editorische Notiz
Die Aufnahmen 1–4 entstanden bei der ersten Session im Juli 1950, die restlichen Titel bei der zweiten Session 1951. Die Titel 1 und 3, die alternates takes von „Tea for Two“, erschienen erst auf der CD-Ausgabe und nicht auf der Original-LP, waren aber als Norgran- bzw. Mercury-78-Singles im Handel.
Unter dem gleichen Titel erschien bei Verve auch eine Doppel-LP, die zusätzlich die Aufnahmen von 1949–51 enthielt, die auf der Verve-CD Jazz Giant erschienen sind. Powells gesamten Aufnahmen für Norman Granz von 1949 bis 1956 wurden auf den fünf Compact-Discs von The Complete Bud Powell on Verve veröffentlicht.